# Sranan tongo
Sranan tongo (język surinamski, język srański, taki-taki) – język kreolski używany w Surinamie, oparty na angielskim. Jest to język ojczysty miejscowych Kreoli. Jest używany jako lingua franca przez ok. 80% ludności Surinamu, gdzie służy do komunikacji międzyetnicznej. Wykazuje podobieństwo do kreolskiego języka krio używanego w Sierra Leone.